# Philip de László
Philip Alexius de László (Budapest, 30 aprile 1869 – Londra, 22 novembre 1937) è stato un pittore ungherese, conosciuto in particolare come ritrattista di personalità regali e aristocratiche.

## Biografia
László nacque a Budapest con il cognome di Laub, figlio primogenito di un modesto sarto ungherese di origine ebraica. La famiglia cambiò il suo nome in "de László" nel 1891.
Da giovane László fece da apprendista a un fotografo durante i suoi studi d'arte presso l'Accademia Nazionale d'Arte ungherese, dove studiò sotto Bertalan Székely e Károly Lotz. Negli anni a seguire continuò i suoi studi a Monaco di Baviera e a Parigi.
Nel 1900 László ritrasse Papa Leone XIII, un'opera che gli valse la medaglia d'oro al Salone Internazionale di Parigi.
Nel 1900 sposò Lucy Madeleine Guinness, membro della nota famiglia irlandese Guinness, fatto che aumentò le sue commesse. Nel 1903 László si spostò da Budapest a Vienna. Nel 1907 si trasferì in Inghilterra, a Londra, che divenne la sua residenza fissa per il resto della sua vita e da cui partì per i viaggi nel mondo per soddisfare le commissioni.
A László vennero attribuiti numerosi riconoscimenti e medaglie. Nel 1909 venne nominato membro onorario dell'Ordine reale vittoriano dal re Edoardo VII del Regno Unito. Nel 1912 fu nobilitato dall'imperatore Francesco Giuseppe I d'Austria e il suo cognome divenne "László de Lombos". La sua famiglia più tardi abbreviò il nome in "de László".

## Galleria d'immagini

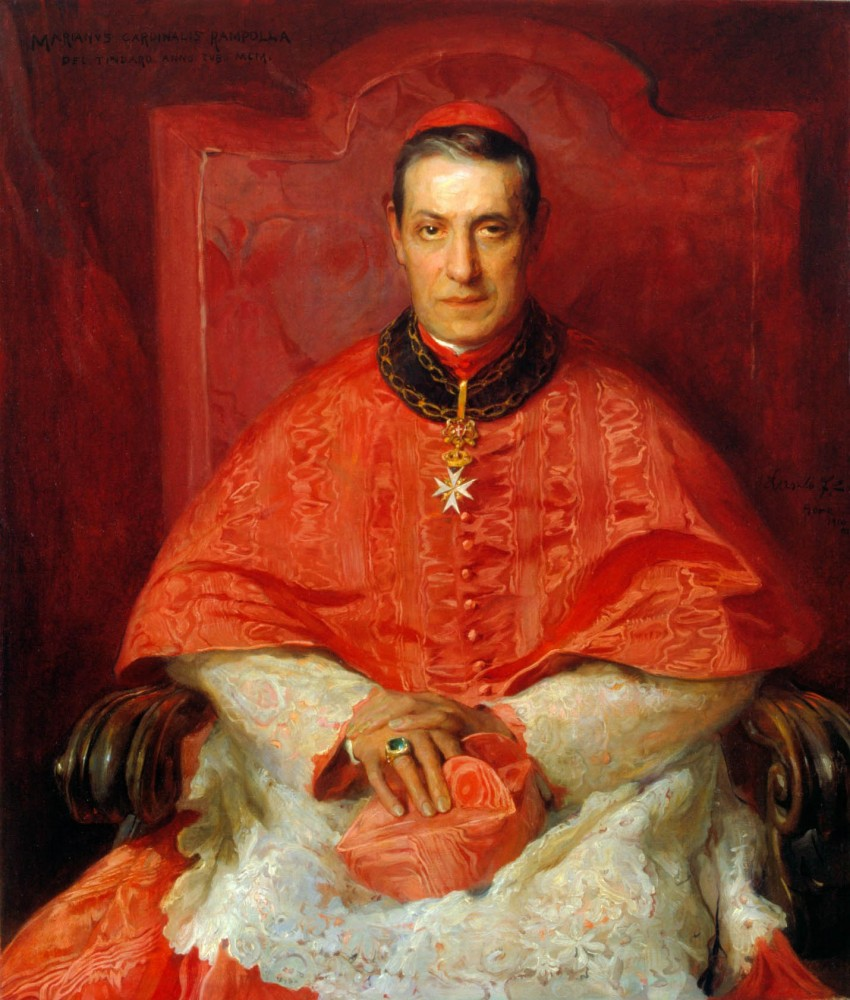
Cardinal Mariano Rampolla del Tindaro, 1900
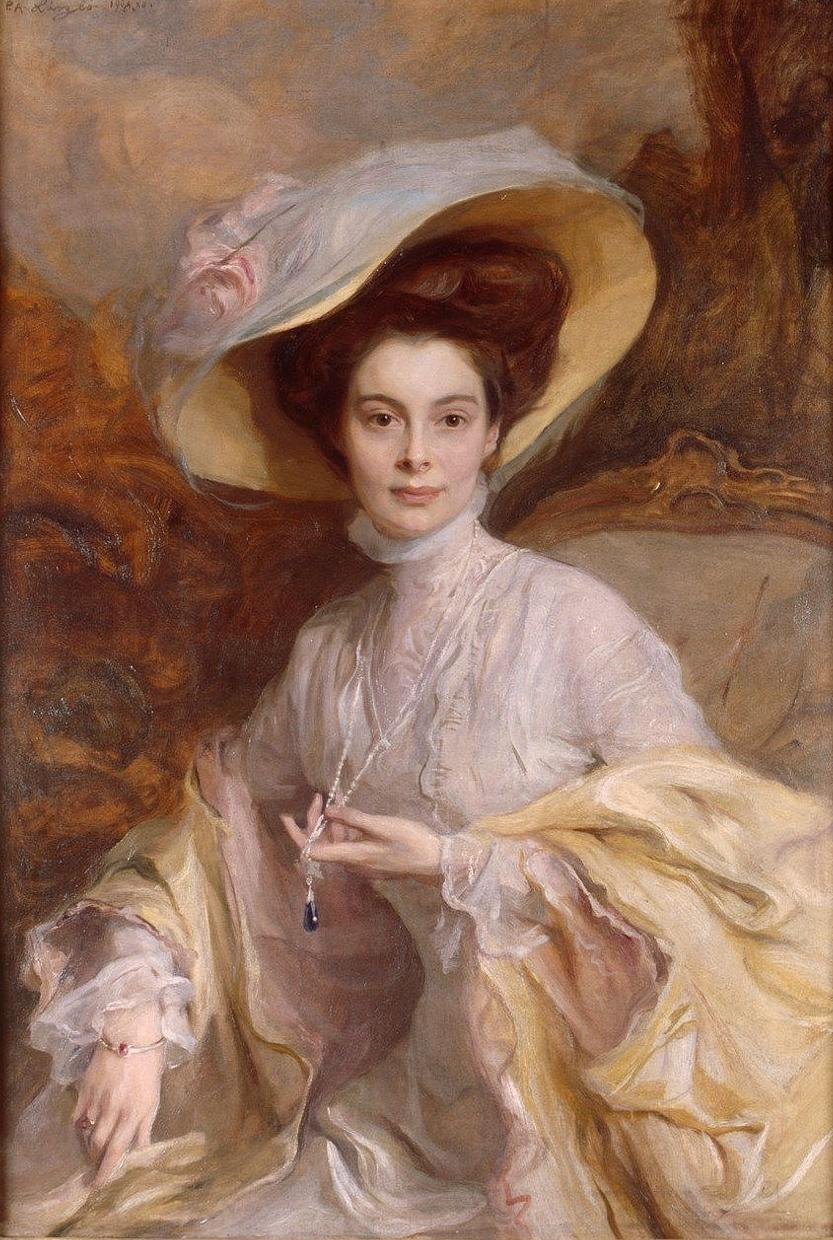
Cecilia di Meclemburgo-Schwerin, 1908
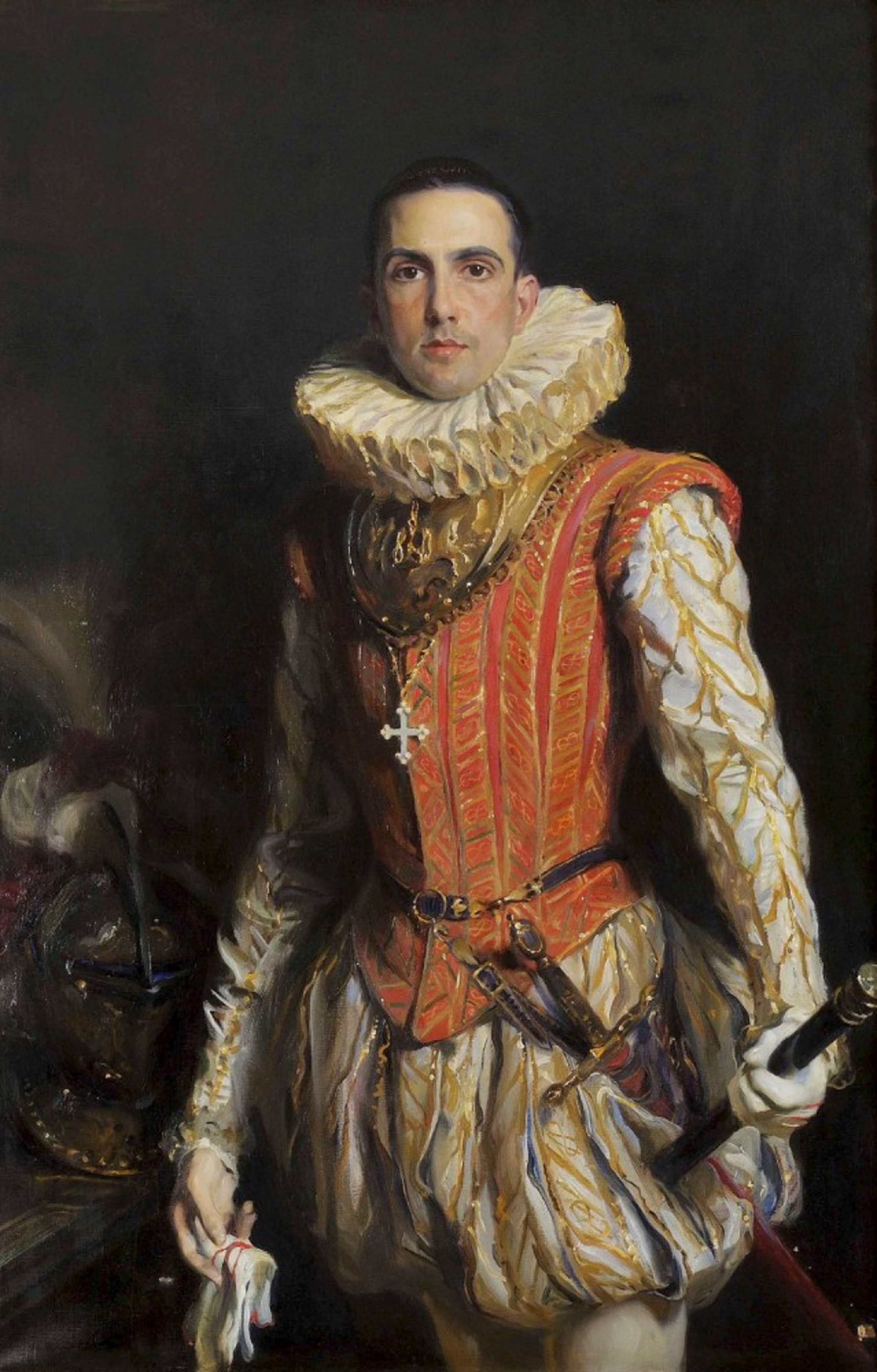
Umberto II di Savoia - Principe di Piemonte, 1928
Elisabetta II del Regno Unito all'età di sette anni, 1933
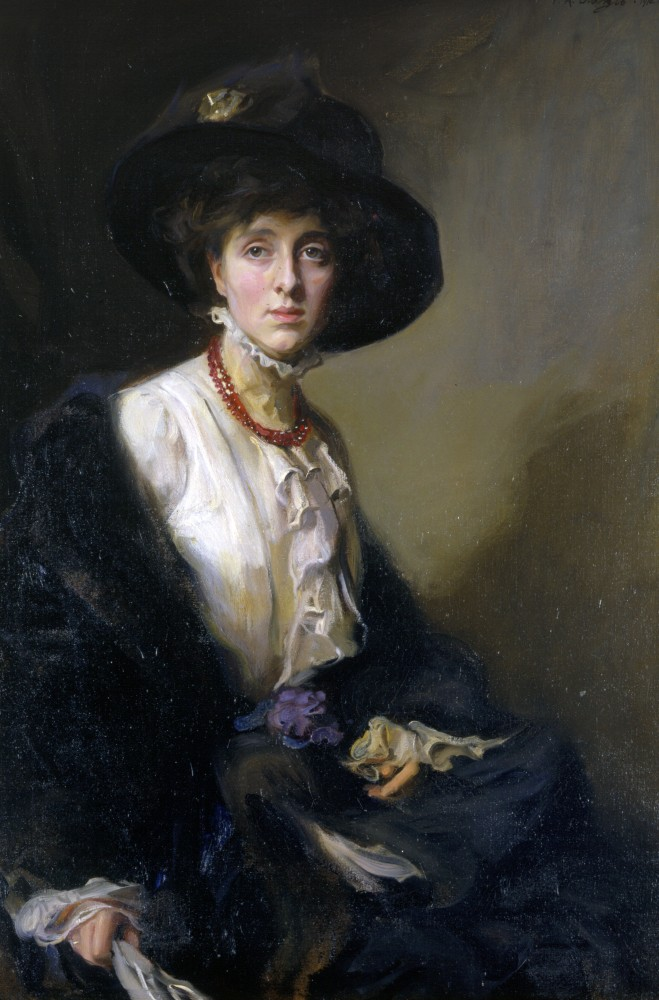
Vita Sackville West,1910.